# 미라화 (BDSM)

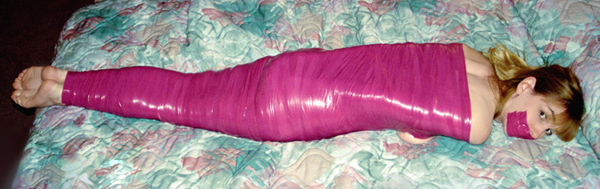
테이프로 몸을 감싸서 움직이지 못하는 상태

미라화(Mummification)은 BDSM 플레이 중 하나로, 몸의 전체를 감싸서 움직이지 못하게 하는 행위를 말하는 것이다. 그렇게 해서 보면 마치 미라처럼 보이게 된다.

## 개요
재료는 고무, 테이프, 랩 등을 사용.

## 주의
먼저, 호흡과 그 외 안전 문제에 대해 적당한 대책을 마련해 두어야 한다. 통상적으로, 얼굴은 싸지 않는다. 만약 얼굴도 싼다면, 호흡을 할 수 있게 코와 입 둘 중 하나는 싸지 말고 남겨 두어야 한다.
모든 속박 행위와 마찬가지로, 속박된 사람이 긴급한 상황에서 의사 소통을 할 수 있게 하고 또 빨리 속박에서 풀어 주는 것이 필요하다. 속박된 사람을 방치해서는 안 된다. 대개, 다른 BDSM 행위와 마찬가지로 안전을 보장해 주어야 한다. (특히 감금의 요소를 내포하고 있는 행위에 대해)
플라스틱 랩을 사용하면 몸에서 수화 반응이 일어날 수 있는 문제도 있다. 몸에 랩을 꽉 조여서 싸면, 그 새로워진 환경에 적응하기 위해 많은 열을 내기 때문에 평소보다 더 많은 땀을 흘리게 된다. 속박된 사람은 자신의 몸에서 일어나는 수화 반응을 인식해야 한다. 그리고 땀을 극단적으로 많이 흘린 경우라면 이에 대해 충분히 회복을 해 주어야 한다.
아래 사진과 같이 신체 일부에 대한 미라화 플레이 또한 존재한다.

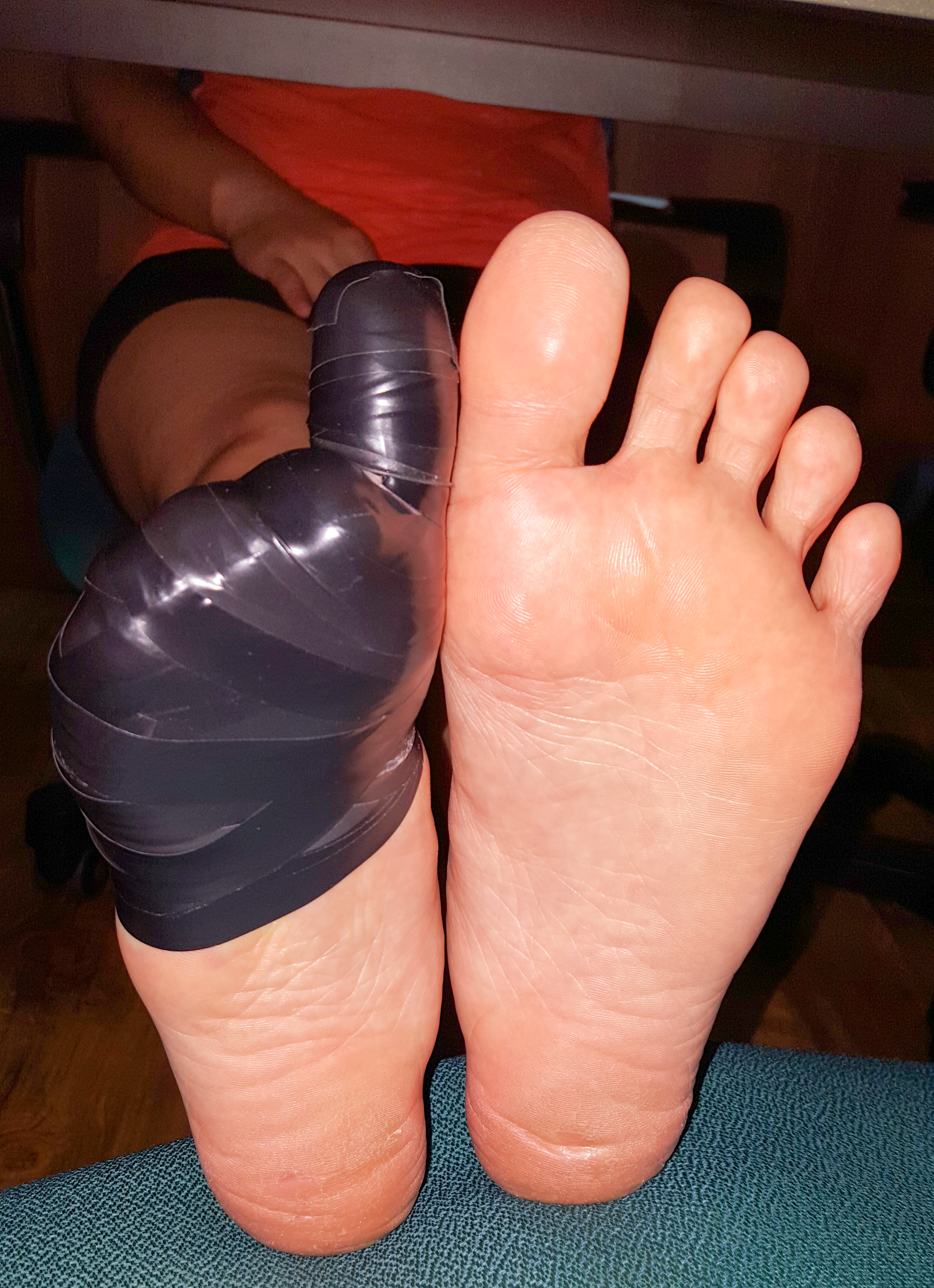
발가락 일부에 대해 미라화 플레이를 한 여성의 모습이다.

## 같이 보기
BDSM